# Botschaft der Französischen Republik (Bonn)

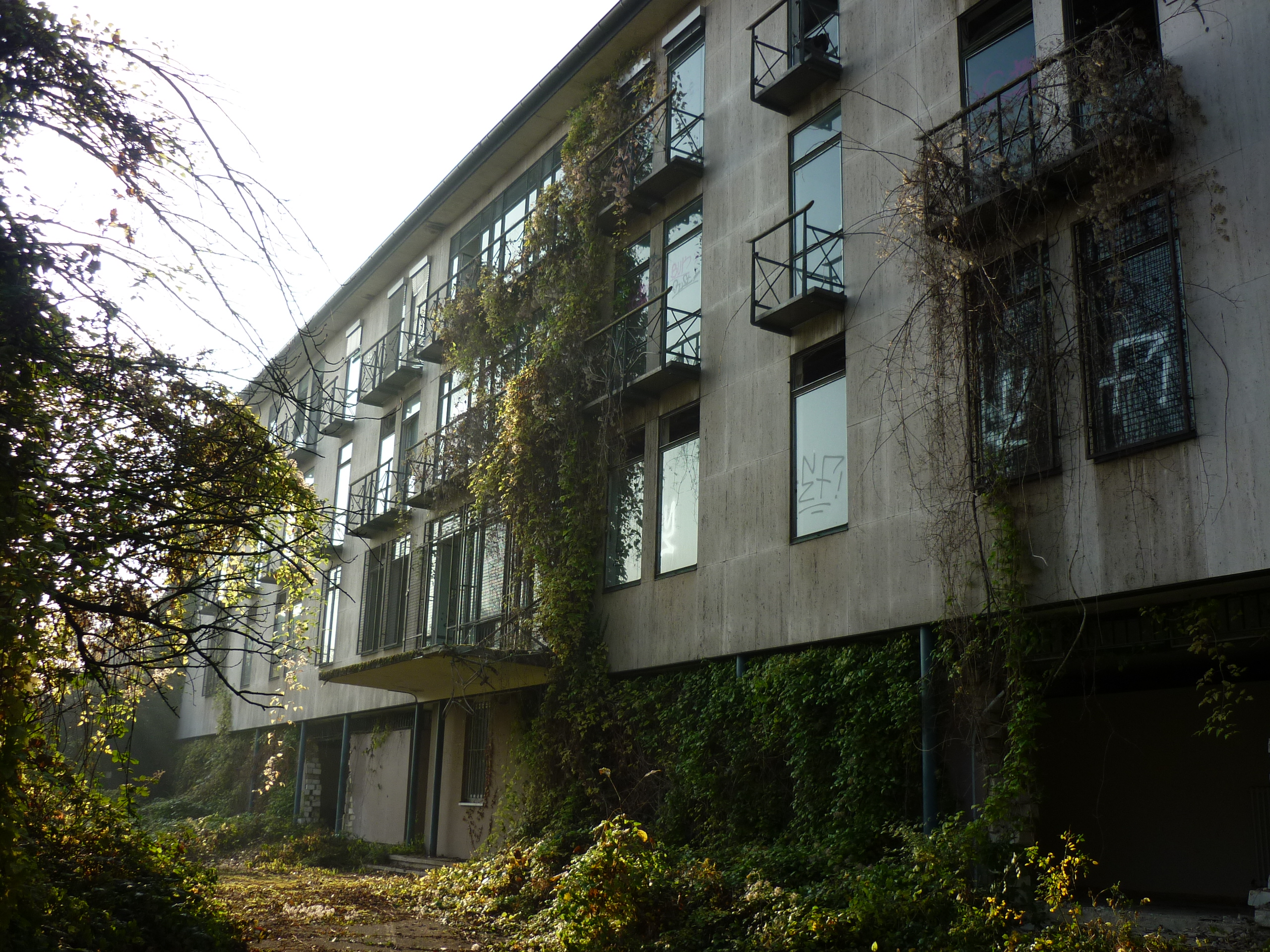
Ehemaliges Kanzleigebäude der französischen Botschaft, Aufnahme kurz vor dem Abbruch (2011)

Die Botschaft der Französischen Republik in der Bundesrepublik Deutschland hatte von 1955 bis 1999 ihren Sitz im Bonner Stadtbezirk Bad Godesberg. Das Kanzleigebäude der Botschaft, erbaut 1950 und 1952, lag im Ortsteil Rüngsdorf zwischen der Rheinstraße und der Straße An der Marienkapelle oberhalb des Rheinhotels Dreesen. 2012 wurde es abgebrochen.

## Geschichte

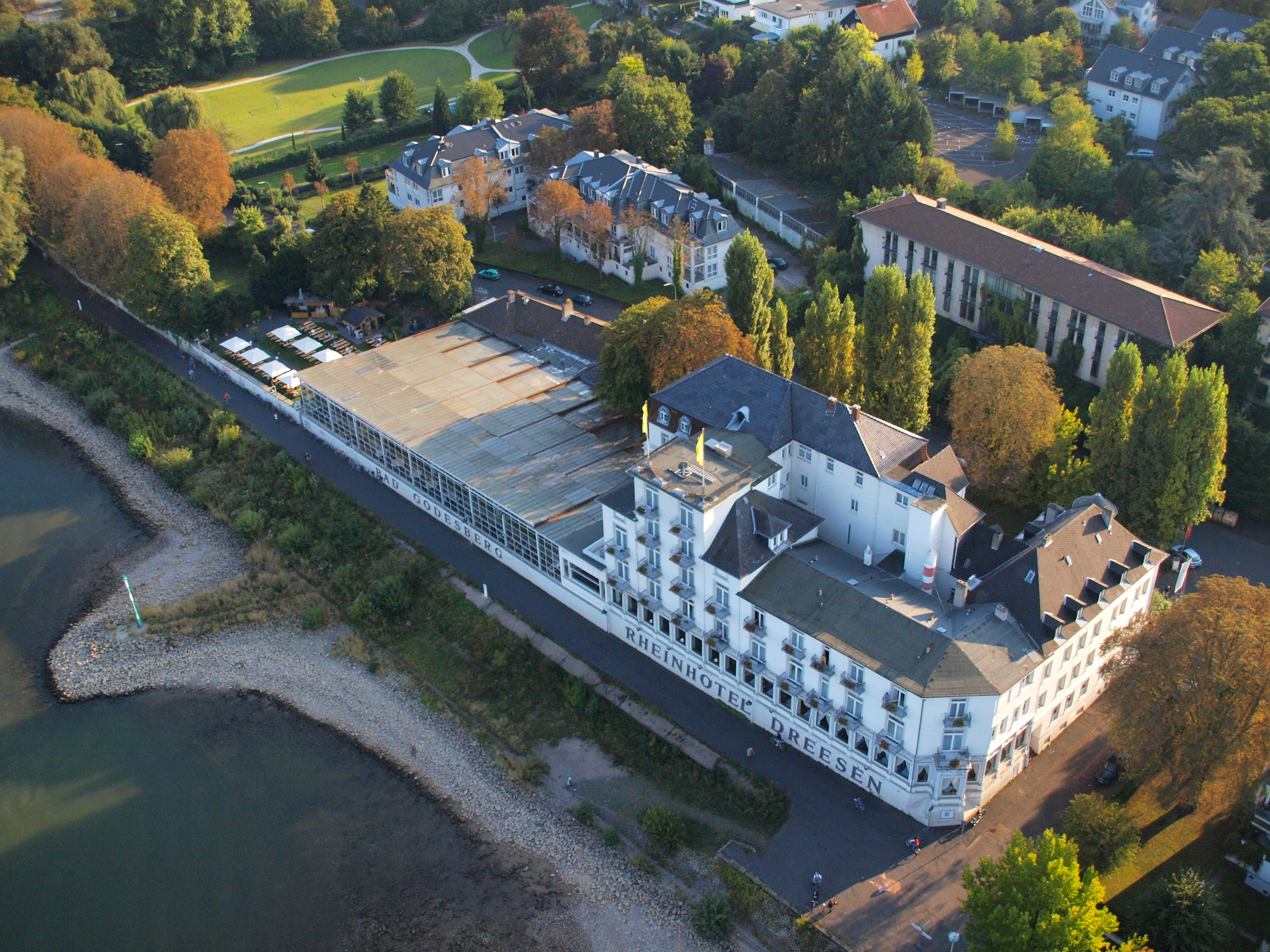
Ehemalige französische Hochkommission: Rheinhotel Dreesen und rückwärtig Bürogebäude der späteren Botschaft (2009)

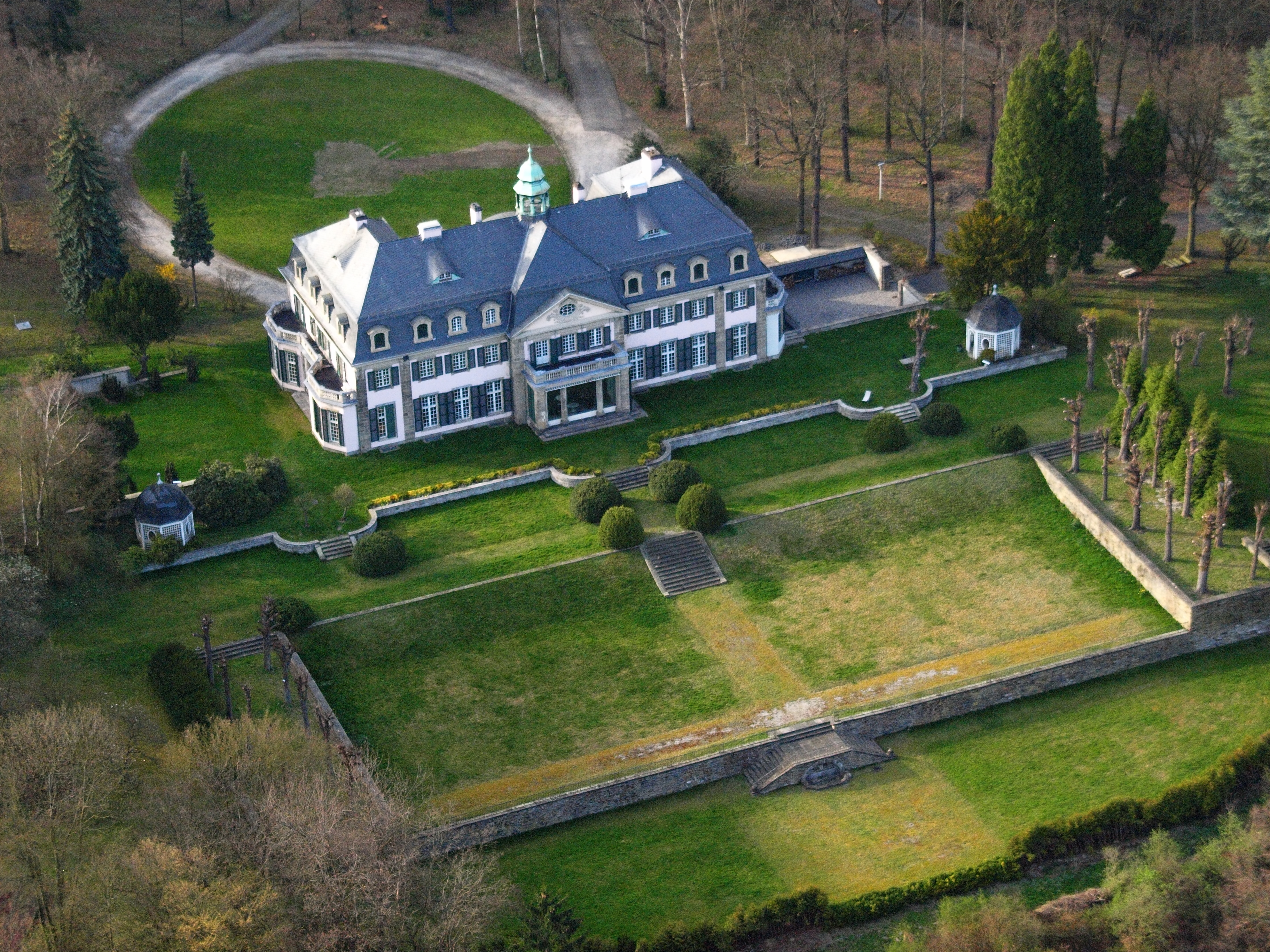
Schloss Ernich, Residenz der Botschaft (2010)

Als Alliierte Kontroll- und Besatzungsmacht unterhielt Frankreich nach Gründung der Bundesrepublik Deutschland 1949 zunächst keine Botschaft am Regierungssitz Bonn. Die französische Hochkommission hatte 1949 ihren Sitz im Rheinhotel Dreesen genommen, in dem für diesen Zweck Büroräume geschaffen wurden. 1950 ließ die Hochkommission nach einem Entwurf des Frankfurter Architekten Johannes Krahn auf dem beschlagnahmten Grundstück parallel zum Hotel ein ergänzendes Bürogebäude errichten, das drei Stockwerke und 70 Räume umfasste. In Erwartung der näherrückenden Aufhebung des Besatzungsstatuts und der damit notwendigen, aber von der Stadt Bad Godesberg ohnehin erwünschten Freigabe des für den Tourismus bedeutenden Rheinhotels Dreesen begannen Ende 1951 Planungen für ein weiteres Bürogebäude. Die französische Delegation für die Enklave Bonn stellte den Hotelbesitzern, denen das hierfür benötigte Grundstück gehörte, im Falle eines Verzichts auf den Widerstand gegen die Beschlagnahme die frühzeitige Wiederinstandsetzung und Freigabe des Hotels zum 1. April 1952 in Aussicht.
Das viergeschossige Bürogebäude II, mit dem bereits errichteten über einen Zwischengang verbunden und ebenfalls von Krahn entworfen, entstand hangseitig und senkrecht zum Rhein. Es verfügte über 90 Räume, gemeinsam mit dem Bürogebäude I waren dies 40 weniger als im Rheinhotel Dreesen bereitstanden. Die Fertigstellung des Erweiterungsbaus erfolgte im Spätsommer 1952, die Freigabe des Hotels im September 1952. Mit Inkrafttreten der Pariser Verträge am 5. Mai 1955 wurde die französische Hochkommission in eine reguläre Botschaft in der Bundesrepublik Deutschland umgewandelt. Als Residenz der Botschaft, Wohnsitz des Botschafters, diente das Schloss Ernich bei Remagen. Bereits 1951 war südlich der Hochkommissionsgebäude an der Ecke Rolandstraße/Am Schwimmbad in ähnlichem Stil ein Gästehaus der französischen Republik (Entwurf: Johannes Krahn) gebaut worden, das zunächst 68 Räume umfasste und später unter dem Namen Cercle Français bekannt wurde. Zu ihm gehörte auch ein öffentliches Restaurant, das ebenso wie das Hotel des Gästehauses vom französischen Militär betrieben wurde. Die französische Botschaft unterhielt auch eine wehrtechnische Abteilung im Ortsteil Mehlem (Am Glückshaus 3), die aus der 1968 in die Botschaft integrierten Mission Technique (MT) mit Sitz in Koblenz hervorgegangen war, sowie eine Arbeits- und Sozialabteilung im Ortsteil Rüngsdorf (Ubierstraße 130).
Mit der Verlegung des Regierungssitzes zog die französische Botschaft, die zuletzt 150 Mitarbeiter beschäftigte, 1999 nach Berlin um (→ Französische Botschaft in Berlin). Die vormaligen Botschaftsgebäude standen nun leer, auch das vormalige Gästehaus wurde eingestellt. Im Sommer 2005 gingen beide Gebäude in den Besitz von Privatinvestoren über, das Cercle Français wurde Anfang 2006 zur Errichtung von Eigentumswohnungen abgerissen. Im Frühjahr 2006 hob die Stadt den Denkmalstatus der ehemaligen Botschaftsgebäude auf, um auch hier einen Abriss zu ermöglichen. Nachdem die Bebauungspläne für das 9000 m² große Grundstück auf Widerstand stießen, wechselte es 2010 nochmals den Eigentümer. Der neue Investor plante die Errichtung von neun zwei- und dreigeschossigen „Stadtvillen“, die etwa 50 Wohnungen umfassen. Anfang 2011 begann die Entkernung, Anfang 2012 wurden die einstigen Botschaftsgebäude abgerissen. Ende 2013 sollte die Neugestaltung des Geländes, das zu über zwei Dritteln aus einer Parkanlage bestehen soll, abgeschlossen sein.

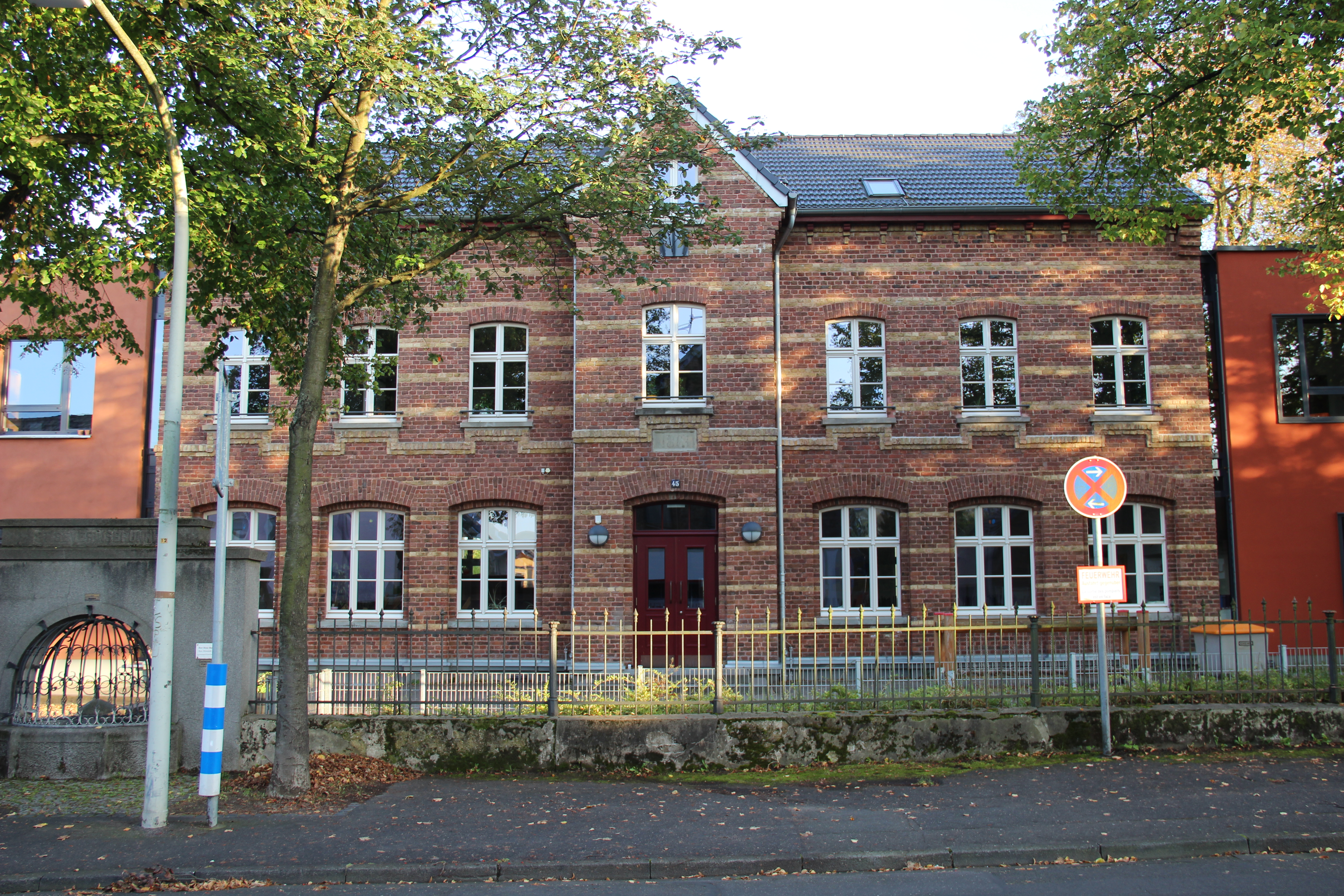
École de Gaulle-Adenauer im Ortsteil Mehlem (2014)

Für Angehörige der französischen Hochkommission und später der Botschaft bestand ab 1950 in Bad Godesberg eine französische Schule mit einer École maternelle und einer École Élémentaire (Grundschule), die ab 1957 in einem zur Siedlung Im Etzental gehörigen Haus (Friedrich-Ebert-Straße 63) beheimatet war. Hinzu kamen 1961 ein Collège und 1984 ein Lycée – zu einem Großteil finanziert vom französischen Außenministerium. Während Collège und Lycée 2000 in Folge des Umzugs der Botschaft nach Berlin geschlossen wurden, bestehen École maternelle und École Élémentaire mit Sitz im Ortsteil Mehlem weiter, seither unter dem Namen École de Gaulle-Adenauer. Es handelt sich um die einzige noch bestehende der aus der Zeit Bonns als Regierungssitz resultierenden, ursprünglich für die französische Botschaft geschaffenen Einrichtungen in Bonn.

## Gebäude
Die beiden Bürogebäude der französischen Botschaft waren drei- bis viergeschossige Stahlskelettbauten, verkleidet mit rahmweißem Travertin und durch einen verglasten Zwischengang miteinander verbunden. Mit dem zum Rhein abfallenden Gelände nahm die Geschosszahl zu. Die Treppenhäuser waren verglast, Brüstungs- und Balkongitter bestanden aus eloxiertem Aluminium und die Fenster verfügten über Stahlprofile.

„Eine heitere, im Detail grazile Leichtigkeit durchzieht die Architektur. Krahn gelang es, französischen Charme in den Gebäuden zum Ausdruck zu bringen.“